# Alberto Soro
Alberto Soro, né le 9 mars 1999 à Ejea de los Caballeros en Espagne, est un footballeur espagnol qui joue au poste de milieu offensif au Dinamo Bucarest.

## Biographie

### Real Saragosse
Alberto Soro est né à Ejea de los Caballeros en Espagne, et c'est avec le club de sa ville natale, le SD Ejea, qu'il commence le football. En 2009, il rejoint le club le plus important de sa région, le Real Saragosse, où il poursuit sa formation. Il débute avec l'équipe première lors du Championnat d'Espagne de football de deuxième division 2018-2019, alors que le club évolue en deuxième division. Il joue son premier match le 25 août 2018, face au CF Reus Deportiu, en championnat, où il entre en jeu en cours de partie (0-0). Le 8 septembre suivant, lors de la quatrième journée de championnat, Soro inscrit son premier but en professionnel, lors d'une victoire de son équipe face au Real Oviedo (0-4). Le 5 octobre 2018, Alberto Soro prolonge son contrat avec son club formateur jusqu'en 2022, et se voit définitivement promu au sein de l'équipe première. Il termine sa première saison en professionnel avec un total de deux buts en 29 apparitions en championnat.
Le 26 juillet 2019, Alberto Soro est recruté par le Real Madrid, qui le laisse cependant à son club formateur pour la saison à venir.

### Grenade CF
Après la fin de son prêt au Real Saragosse, Alberto Soro est transféré au Grenade CF pour un contrat de cinq ans le 1er septembre 2020, sans avoir eu l'occasion de jouer pour le Real Madrid,. Il joue son premier match pour Grenade le 24 septembre 2020, lors d'une rencontre qualificative pour la Ligue Europa face au Lokomotiv Tbilissi. Il entre en jeu et son équipe s'impose par deux buts à zéro.

### FC Vizela
Le 31 août 2023, Alberto Soro rejoint le FC Vizela sous la forme d'un prêt d'une saison.

### Dinamo Bucarest
Le Grenade CF met fin au contrat d'Alberto Soro en juin 2024. Le joueur quitte ainsi le club et se retrouve sans contrat jusqu'au 7 août 2024, où il rejoint le club roumain du Dinamo Bucarest. Il signe un contrat de trois ans, soit jusqu'en juin 2027.

### En sélection nationale
En février 2017, il est sélectionné à deux reprises avec l'équipe d'Espagne des moins de 18 ans. Il joue à cet effet contre la Belgique (victoire 3-1), et le Japon (défaite 2-0).